# Alieu Fadera
Alieu Fadera (Bakau, 3 november 2001) is een Gambiaans voetballer die sinds 2023 uitkomt voor KRC Genk. Fadera speelt op de positie van flankaanvaller.

## Clubcarrière
Fadera maakte in maart 2020 de overstap van Real de Banjul FC naar FK Pohronie. In anderhalf seizoen was hij daar goed voor zeven doelpunten in 37 officiële wedstrijden, alle competities inbegrepen. In augustus 2021 verhuisde hij naar de Belgische eersteklasser Zulte Waregem. In zijn tweede seizoen bij de club wist hij zich op te werken naar een vaste basisplaats en was hij belangrijk voor het team met zijn goals en assists. Desondanks degradeerde hij op het einde van het seizoen uit de Jupiler Pro League met de club.
In juni 2023 werd bekend dat KRC Genk hem aangekocht had, Fadera tekende er een contract voor vier seizoenen. Hij mocht officieel debuteren op 25 juli 2023 in de voorrondes voor de UEFA Champions League tegen het Zwitserse Servette FC Genève. Fadera mocht als basisspeler starten en werd aan de rust gewisseld voor Mike Trésor bij een 0-1 voorsprong. Enkele dagen later maakte hij ook, vanaf de aftrap, zijn competitiedebuut voor Genk in de uitwedstrijd tegen RWDM. Na 31 minuten wist hij hier ook, op assist van Joseph Paintsil, zijn eerste doelpunt voor Genk te scoren. 

## Interlandcarrière
In maart 2021 werd Fadera door Gambia opgeroepen voor de Afrika Cup-kwalificatiewedstrijden tegen Angola en Congo-Kinshasa, maar Pohronie besloot hem niet vrij te geven vanwege de coronapandemie en de daaropvolgende quarantainevereisten die Fadera zouden uitsluiten van belangrijke clubwedstrijden. Uiteindelijk maakte hij op 20 november 2022 zijn interlanddebuut voor Gambia in een vriendschappelijke interland tegen Guinee-Bissau.
| Interlands van Alieu Fadera  | Interlands van Alieu Fadera  | Interlands van Alieu Fadera  | Interlands van Alieu Fadera  | Interlands van Alieu Fadera  | Interlands van Alieu Fadera  | Interlands van Alieu Fadera  |
| No.                          | Datum                        | Wedstrijd                    | Uitslag                      | Soort Wedstrijd              | Doelpunten                   |                              |
| Als speler bij Zulte Waregem | Als speler bij Zulte Waregem | Als speler bij Zulte Waregem | Als speler bij Zulte Waregem | Als speler bij Zulte Waregem | Als speler bij Zulte Waregem | Als speler bij Zulte Waregem |
| ---------------------------- | ---------------------------- | ---------------------------- | ---------------------------- | ---------------------------- | ---------------------------- | ---------------------------- |
| 1.                           | 20 november 2022             | Gambia – Guinee-Bissau       | 0 – 0                        | Vriendschappelijk            | -                            |                              |
| 2.                           | 28 maart 2023                | Gambia – Mali                | 1 – 0                        | Kwalificatie Afrika Cup 2023 | -                            |                              |
| Totaal                       | Totaal                       | Totaal                       | Totaal                       | Totaal                       | -                            |                              |

Bijgewerkt tot 16 mei 2023